# エロスコープ
「エロスコープ ～横山美雪がお送りするエロ深くなりたい貴方の為のエロ情報番組～」（エロスコープよこやまみゆきがおおくりする エロふかくなりたい あなたのための エロじょうほうばんぐみ）は、MIDNIGHT BLUE（HD・SD）で2010年7月から毎月不定期に放送されているエロ情報番組である。

## メインMC
- 横山美雪

## 番組コーナー
エロカル
エロカルチャーについて何も知らない横山が、視聴者と同じど素人目線でインタビューや体験をし、様々なエロカルチャーを真面目に紹介していくコーナー。
- 第1回：SMクラブ@六本木Jail
- 第2回：アダルト放送@ケーブルテレビショー
- 第3回：エロゲー@ニトロプラス

エロん調査
エロん調査隊の橘ひなたと滝沢ひかるが街角に出て、世の中の「エローい世論」（略して「エロん」）を調査するコーナー。
- 第1回：新宿女子編
- 第2回：渋谷女子編
- 第3回：秋葉原女子編

官能女子
街中で本を読んでいる女子達。ブックカバーでわからないけど、実は官能小説？
1. 001：あすかみみ
2. 002：柳田やよい
3. 003：蒼井あんな
4. 004：村瀬優花
5. 005：はるか悠
6. 006：三浦まい

新人ちゃんにナニカをやらせてみよう
右も左もわからない、新人ちゃんにナニカをやらせてみるコーナー。
1. 001：佐々木はるか（けん玉）

ミッドって言われても。
おススメタイトルの紹介
毎月Midnight Blueで放送されるおススメコンテンツを紹介している。ナレーターは、愛音ミク、有沢実紗。